# Bahamas en los Juegos Paralímpicos
Bahamas en los Juegos Paralímpicos estuvo representada por el Comité Paralímpico de Bahamas.
Participó en cinco ediciones de los Juegos Paralímpicos de Verano, su primera presencia tuvo lugar en Heidelberg 1972. El país obtuvo un total de cinco medallas en las ediciones de verano: dos de plata y tres de bronce.
En los Juegos Paralímpicos de Invierno Bahamas no participó en ninguna edición.

## Medallero

### Por edición
Juegos Paralímpicos de Verano
| Evento                                | Oro | Plata | Bronce | Total |
| ------------------------------------- | --- | ----- | ------ | ----- |
| Heidelberg 1972                       | 0   | 0     | 0      | 0     |
| Toronto 1976                          | 0   | 0     | 0      | 0     |
| Arnhem 1980                           | 0   | 1     | 2      | 3     |
| Nueva York 1984 Stoke Mandeville 1984 | 0   | 1     | 1      | 2     |
| Seúl 1988                             | 0   | 0     | 0      | 0     |
| 1992 – 2024                           | –   | –     | –      | –     |
| TOTAL                                 | 0   | 2     | 3      | 5     |

### Por deporte
Deportes de verano
| Evento    | Oro | Plata | Bronce | Total |
| --------- | --- | ----- | ------ | ----- |
| Atletismo | 0   | 2     | 2      | 4     |
| Natación  | 0   | 0     | 1      | 1     |
| TOTAL     | 0   | 2     | 3      | 5     |